# Ropner Shipbuilding
Ropner Shipbuilding war eine britische Werft mit Sitz in Stockton-on-Tees in North East England, die für ihre Trunkdecker bekannt war.

## Geschichte

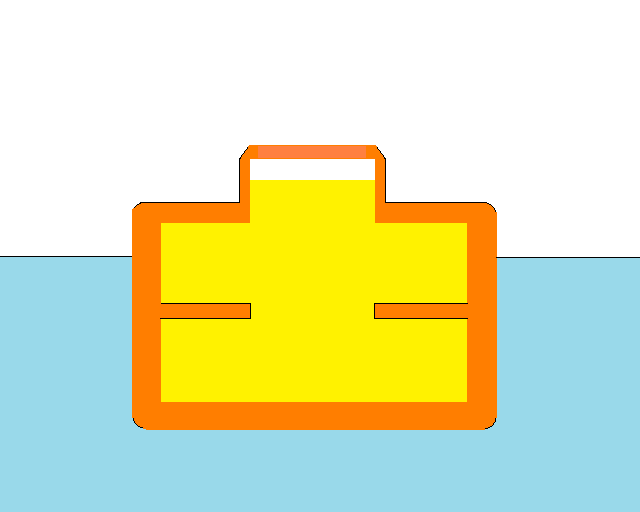
Schema der Laderaumaufteilung eines Trunkdeckers

Gegründet wurde das Unternehmen 1888 als Ropner Shipbuilding vom Trampreeder Robert Ropner, der in diesem Jahr die schon bestehende Werft Matthew Pearse & Company übernahm. Ropner baute in den folgenden sechs Jahren 18 Trampschiffe. Schon 1895 lag die Produktion der Werft an dritthöchster Stelle in Großbritannien. Im Jahr wurden durchschnittlich zwei Schiffe abgeliefert, von denen ein großer Teil für die eigene Reederei, Ropner Shipping Company, bestimmt war.
Obgleich nicht erwiesen ist, dass Ropner den Schiffstyp des Trunkdeckers erfand, so wurden diese seit 1896 gebauten Schiffe zum Markenzeichen der Werft.
Während des Ersten Weltkriegs baute die ab 1914 als Ropner and Sons, Iron Ship Builders of Hunter’s Lane, Stockton, firmierende Werft etwa ein Dutzend Trampschiffe, einige kleinere Fahrzeuge und zehn Einheiten der Standardkriegstypen War „A“ und War „C“, die allerdings nach Kriegsende nicht alle fertiggebaut wurden. 1919 wurde das Unternehmen liquidiert und als Ropner Shipbuilding & Repairing Co. (Stockton) Ltd. neugegründet, um nach dem Ausbleiben von Neubauaufträgen 1922 erneut liquidiert und nach einer finanziellen Restrukturierung ein weiteres Mal eröffnet zu werden. Zwischen 1920 und 1925 entstanden 16 Schiffe. Insgesamt wurden bei Ropners 72 Trampschiffe gebaut.
Ab 1925 wurde die Werft als eine Werft der Smiths Dock Company weitergeführt und 1931 nach der Fertigstellung der letzten drei Trampschiffe und einiger kleinerer Fahrzeuge endgültig geschlossen.

## Fotos
- Bug 3/4 and Heck 3/4 Fotos der SS Trunkby von Old Ship Picture Galleries of photoship.co.uk; Herkunft unbekannt; Aufnahmeort wahrscheinlich: River Avon (Bristol).